# 13326 Феррі
13326 Феррі (13326 Ferri) — астероїд головного поясу, відкритий 17 вересня 1998 року.
Тіссеранів параметр щодо Юпітера — 3,167.